# Калем плавог конца
Калем плавог конца (енгл. A spool of blue thread) је  роман америчке књижевнице и књижевног критичара Ен Тајлер (енгл. Anne Tyler) објављен 2015. године. Издање на српском језику објавила је издавачка кућа Дерета 2017. године у преводу Милице Кецојевић.

## О аутору
Ен Тајлер је рођена 1941. године је у Минеаполису, одрасла у Ралију у Северној Каролини, а данас живи у Балтимору. 
Објавила је велики број прича и преко двадесет романа, међу којима су најпознатији Калем плавог конца (2015) који је ушао у најужи избор за Букера, Вечера у ресторану Носталгија (1982), којим је стекла огромну популарност и славу, The Accidental Tourist (1985), који је екранизован, и Лекције дисања (1988), који се налази на Гардијановој листи сто најбољих романа и који је освојио 1989 Пулицерову награду.

## О роману
Роман Калем плавог конца је прича о једној породичној кући у Балтимору, породици Витшенк која у њој живи и породичној члану који је другачији.
Прича почиње телефонским позивом који су Аби и Ред примили једне вечери 1994, када им је син Дени саопштио да је геј. Прича добија други ток и сазнајемо и причу када се Аби заљубила у Реда, јула 1959, затим и причу када се 1936 Џуниор, Редов отац, заљубио у кућу коју је саградио за другога.

## Радња
Ред и Аби су родитељи троје успешне деце, Аманде, Џини и Стема. За разлику од Дена, њиховог четвртог детета, никада нису стварно напустили родитељску кућу који је као врло млад почео да прави проблеме, бежао од куће,... Када у телефонском позиву Ден саопшти да је геј, родитељи не знају где је и када ће доћи кући. Тај позив буди у Аби сећања на прошлост. Расплиће се калем конца - сећања на прошлост и приче о породичним односима: о Аби и Реду, о Редовим родитељима који су дошли у Балтимор из провинције.
Приказани су њихови међусобни односи, њихова слагања једно са другим, о односу Денија са родитељима и сестрама, а посебно са Стемом који је усвојен.